# 페트루스 발데즈

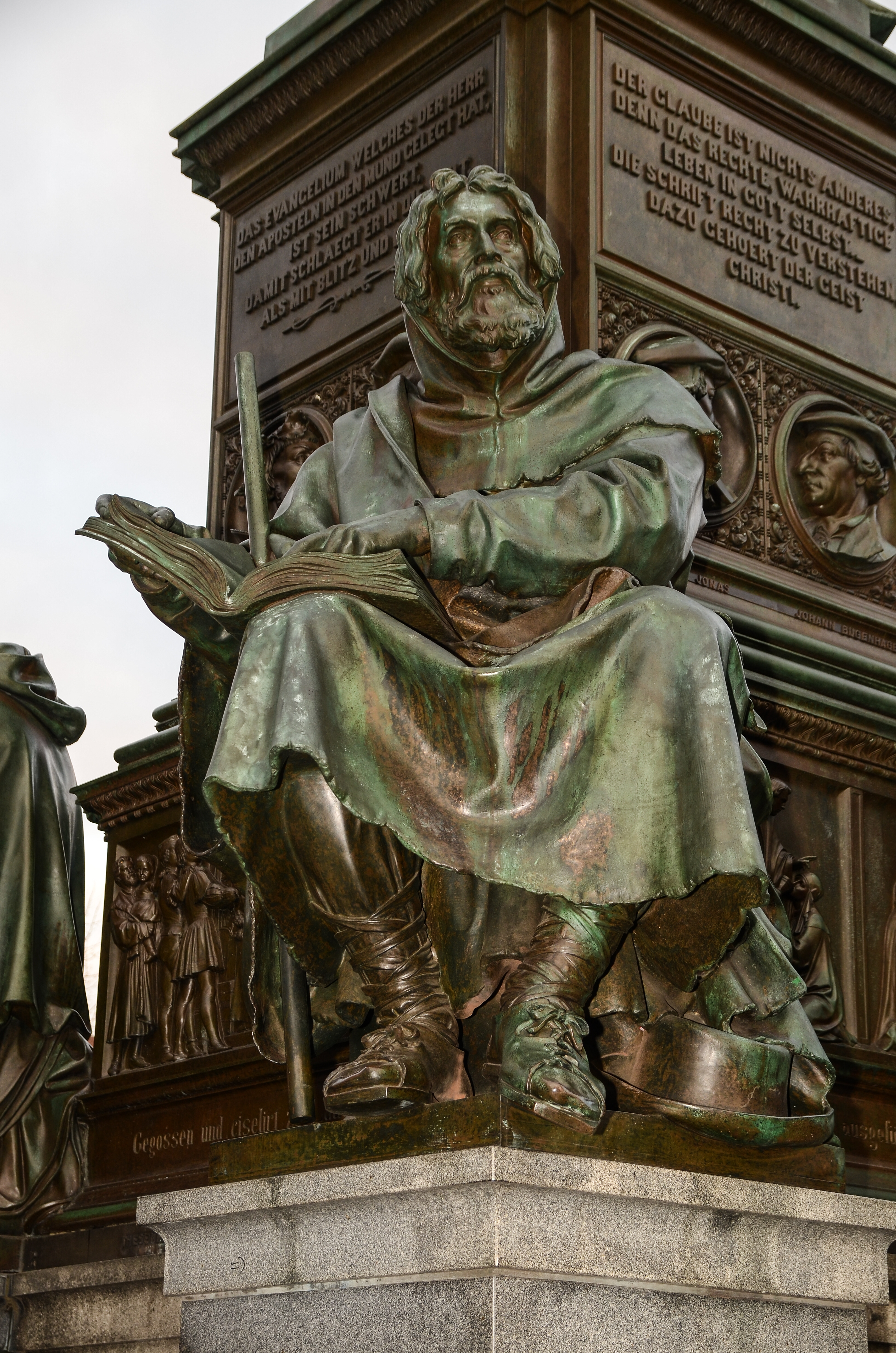
피터 발도

피터 발도(Peter Waldo, Valdo, Valdes, Waldes c. 1140 – c. 1205), also Pierre Vaudès or de Vaux )는 중세시대에 기독교 성결운동과 연구에 치중했던 발도파의 지도자였다.

## 발도파와의 관계
피터 발도는 1170년부터 1177년 사이 발도파의 창시자로 간주된다.

## 같이 보기
- 발도파